# 麗美
麗美（れいみ、REIMY、1965年1月6日 - ）は、日本のシンガーソングライター。

## 来歴
沖縄県宜野湾市でスペイン系フィリピン人の父と日本人の母との間に生まれる。
元クラリオンガールである姉のMAYUMI（堀川まゆみ）が持っていた麗美の写真が偶然関係者の目に留まり、1984年1月1日に松任谷正隆・由実夫妻の全面バックアップでデビュー。
スペイン系らしい鼻筋の通った欧米ハーフ顔の姉と異なり、タガログ人の特徴を強く持った愛らしい顔をしていた。
アルバム3枚を制作後、松任谷夫妻のもとを離れており、正隆は著書の中で『自分の音楽性に目覚め去ってしまった』と綴っている。
1986年にアメリカのロサンゼルスに渡り、プロデューサートレヴァー・ビーチの元でアルバム『My Sanctuary』を録音。アメリカへも進出、1988年全曲英詞によるアルバム『SMOOTH TALK』を発売。当アルバム収録曲「SPEED OF LIGHT」は、時任三郎主演のテレビドラマ『あきれた刑事』（日本テレビ）、映画「ミスター・アーサー2」の挿入歌として使用されたほか、アメリカデビュー第1弾としてシングルカットされ、ビルボード誌のダンス・チャート“CLUB-PLAY”で14位、全米ダンスセールスチャート“12inch Single SALES”で19位に入った。
1989年、ファンハウスのレーベル・メイトと競演した「Merry Christmas to You」（小林明子、永井真理子、麗美、辛島美登里）で 第4回日本ゴールドディスク大賞を受賞（THE BEST ALBUM OF THE YEAR／企画部門）。
1993年頃からREMEDIOSとして岩井俊二監督作品を皮切りにドラマ・映画のサウンドトラック、CM音楽等、劇伴作曲家として活動、歌手としての活動は1994年開催のデビュー10周年記念コンサート「I Thank You ～10th ANNIVERSARY LIVE～」が最後となっているが、CM・サウンドトラックの挿入歌では自身が歌うこともある。
2011年9月25日、秩父ミューズパーク野外ステージにて開催された「あの日見た花の名前を僕達はまだ知らない。」のイベント「ANOHANA FES.」に出演。デビュー以来旧知の仲である松原正樹らをバックに同アニメのサウンドトラックから挿入歌を中心に全4曲を歌唱・演奏。公の場に登場は17年ぶり。このライブの模様は映像作品「ANOHANA FES.」に収録。

## ディスコグラフィー

### シングル
| 発売日         | タイトル曲（A面）                           | 作詞・作曲           | カップリング曲（B面）                            | 規格品番  |
| -------------- | ------------------------------------------- | -------------------- | ------------------------------------------------ | --------- |
| 1984年1月1日   | 愛にDESPERATE                               | 松任谷由実           | 何もいらないから                                 | AH-400    |
| 1984年5月21日  | 青春のリグレット                            | 松任谷由実           | 君の友達でいたいから                             | AH-457    |
| 1984年9月21日  | 残暑                                        | 松任谷由実           | 恋の一時間は孤独の千年                           | AH-508    |
| 1985年5月21日  | Time Travelers                              | 松任谷由実           | 思い出よりたしかに...                            | AH-596    |
| 1985年12月12日 | メビウス・ストーリー （12インチ・シングル） | 田口俊／REIMY        | 真夜中のシンフォニー 誰かが君を待っている        | AY-7406   |
| 1986年7月25日  | Just Only You                               | 来生えつこ／REIMY    | シャドー・プレイ                                 | 7SS-8     |
| 1986年11月1日  | 恋する時間                                  | 来生えつこ／筒美京平 | 愛を騷がないで                                   | 7SS-11    |
| 1987年6月25日  | fa・ri・ra                                  | 松本一起／佐藤隆     | 最後の優しさ                                     | 7SS-17    |
| 1988年8月21日  | SPEED OF LIGHT                              | デボラ・ギブソン     | Letters From The Road                            | 07R-03    |
| 1988年8月21日  | SPEED OF LIGHT(Club Mix)                    | デボラ・ギブソン     |                                                  | 12D-1001  |
| 1989年         | NEVER GONNA LET YOU GO（海外発売のみ）      |                      |                                                  |           |
| 1989年2月25日  | 都会のサファリパーク                        | 堀川麗美             | Chimes                                           | 10FD-5075 |
| 1989年6月1日   | Angel                                       | 堀川麗美             | Hundred & Seven Lives                            | 00FD-4009 |
| 1989年10月25日 | 街に消えたクリスマスカード                  | 堀川麗美             | 走るそよ風たちへ                                 | 00FD-4028 |
| 1990年2月21日  | Dear Tess                                   | 堀川麗美             | Tower of Vanity〜未来は子供たちのために〜        | FHDF-1012 |
| 1990年6月1日   | Two of Us                                   | 堀川麗美             | Marry Me                                         | FHDF-1027 |
| 1990年12月1日  | 傘はおいてませんか？                        | 堀川麗美             | Blue Sky                                         | FHDF-1066 |
| 1991年3月1日   | Everlasting Love                            | 堀川麗美             | MISS JONES                                       | FHDF-1085 |
| 1991年7月25日  | Everlasting Love(English Version)           | 堀川麗美             | 天国の花                                         | FHDF-1110 |
| 1991年10月25日 | LOVE レクチャー(Christmas Version)          | 堀川麗美             | Silence                                          | FHDF-1119 |
| 1992年4月25日  | 抱きしめたい                                | 堀川麗美             | NO・MA・D                                        | FHDF-1172 |
| 1992年7月25日  | DIAMOND WING                                | 堀川麗美             | きらめきの瞬間に 抱きしめたい（English Version） | FHDF-1196 |
| 1992年11月1日  | ワンダーガール                              | 堀川麗美             | あなたがいなければ （Radio Edit）                | FHDF-1229 |

### ビデオ
1. REIMY（1984年3月21日）
2. FIRST FLIGHT（1985年10月1日）
3. My Sanctuary（1986年10月16日）
4. Angel（1989年7月16日）
5. 走るそよ風たちへ - collage -（1990年7月1日）
6. Platform - Magic Railway Films -（1992年11月26日）
7. THE BEST VIDEO CLIPS（1993年7月1日）

### CDV
- Two of Us（1990年9月21日）
- Everlasting Love（1991年3月1日）

### ゲームミュージック
- ハーミィホッパーヘッド 〜スクラップパニック〜（1995年、エンディング曲ボーカル・歌詞）

### アニメ
- 手塚治虫の旧約聖書物語（1997年、エンディング曲「レインボーブルー」ボーカル・歌詞）

### その他
- REICO「ある日どこかで」（1985年・曲冒頭の台詞部分に参加） VDR-1065
- 永井真理子・鈴木雄大・陣内大蔵・麗美・SING LIKE TALKING「What's Next?」（1989年8月1日） 00FD-7116
- 小林明子・永井真理子・麗美・辛島美登里「MERRY CHRISTMAS TO YOU」（1989年11月16日）  FHCF-1001
- 辛島美登里・麗美・藤井宏一・遠藤京子「Keep Christmas With You」（1991年11月20日） FHCF-1155
- 麗美・陣内大蔵「CANDLE」（1991年）
- 浅倉大介「1000年の誓い」（1992年）
- 大江千里「木枯らしのモノクローム」（1992年）
- 中西圭三「みあげてごらん」（1993年）
- もっとあぶない刑事  RUN FOR YOUR LIFE （Instrumental） REIMY/牧野信博/MAYUMI （2014年1月17日）

## サウンドトラック (REMEDIOS名義)

### ドラマ
- FRIED DRAGON FISH (1993年3月22日放送、フジテレビ)
- 打ち上げ花火、下から見るか? 横から見るか? (1993年8月26日放送、フジテレビ)
- ルナティック・ラヴ (1994年1月6日放送、フジテレビ)
- 君と出逢ってから (1996年4月12日-7月5日放送、TBS)
- ふたり (1997年4月14日-6月23日放送、テレビ朝日)
- デッサン - Le dessin d'amour - (1997年7月2日-9月17日放送、日本テレビ)
- 麻意ちゃん、やさしさをありがとう (1998年9月18日放送、TBS)
- ハッピー 愛と感動の物語 (1999年4月14日-6月23日放送、テレビ東京)
- ハッピー2 愛と感動の物語 (2000年7月19日-9月20日放送、テレビ東京)
- 明日を抱きしめて (2000年10月9日-12月11日放送、よみうりテレビ)、2000年12月6日発売, BMCR-7047
- 少年は鳥になった (2001年4月1日放送、TBS)
- Friends (2002年2月4日・5日放送、TBS)
- ノースポイント (2003年1月26日放送、UHB)
- 恋文 〜私たちが愛した男〜 (2003年10月8日-12月10日放送、TBS)
- 覚悟 〜戦場ジャーナリスト橋田信介物語〜 (2005年8月15日放送、TBS)
- Mother (2010年4月14日-6月23日放送、日本テレビ)
- さよならぼくたちのようちえん (2011年3月30日放送、日本テレビ)
- あの日見た花の名前を僕達はまだ知らない。 (2015年9月21日放送、フジテレビ)
- 366日（2024年4月8日-6月放送、フジテレビ）

### 映画
- undo (1994年6月4日公開)
- Love Letter (1995年3月25日公開)
- 打ち上げ花火、下から見るか? 横から見るか? (1995年8月12日公開)
- PiCNiC (1996年6月15日公開)
- FRIED DRAGON FISH (1996年6月15日公開)
- ココニイルコト (2001年6月23日公開)
- 卒業 (2003年3月15日公開)
- 夜のピクニック (2006年9月30日公開)

### アニメ
- あの日見た花の名前を僕達はまだ知らない。[4]（2011年4月15日-6月24日放送、フジテレビ）
- 劇場版 あの日見た花の名前を僕達はまだ知らない。（2013年8月31日公開）

## CM音楽
- 日立 インターフェイス
- カルビー エスニカン
- 大阪府 献血事業
- 小学館 子供百科
- ビクター ワイドテレビ・パノラマワイド
- メナード 薬用ビューネ
- カゴメ 野菜生活100
- 東芝 ツヨシとキヨシ
- 積水ハウス
- NTTコミュニケーションズ
- 東洋羽毛
- タチカワブラインド
- マスターカード
- ヤマト運輸
- 大阪府献血事業のイメージソング 「君、萌えるサバンナへ」（1993年）
- （株）アウトソーシング 工場で、働こう・劇団ひとり篇（2005年）
- UR都市機構 関西ニュータウン篇（2007年）
- カルピス いつか私が篇（2007年）
- 明治製菓 ミルクチョコレート はんぶんこ篇（2008年）
- Maxell DVD 「ずっとずっと」（2009年）
- KEYCOFFEE （2009年）

他多数

## 楽曲提供
- 原田知世「ハンカチとサングラス」（1985年）
- 高井麻巳子「天球儀の夜」（1988年）
- 松本伊代「短大終わると短い大人の夢を見る」（1989年）
- 千葉美加「眠れなくて」（1990年）
- 穴井夕子「WILD CHILD」「HEAVEN2」「Love Hurricane」「STOP!」「YESTERDAY TRAIN」「赤い罪 青い純愛」（1994年）
- 田中有紀美「忘れないでね」（1997年）

## 関連書籍
楽譜
- ピアノ弾き語り 麗美・REIMY, 松山祐志（編）、出版：（株）ドレミ音楽出版社, ISBN 4810807193, 1984/3/20

## 出演

### テレビ
- 夜のヒットスタジオ （1984年3月12日、フジテレビ）
- ザ・サスペンス〜マニラから来た女 （1984年7月7日、TBS）
- ヤングスタジオ101 （1986年8月10日、NHK総合）
- 24時間テレビ・チャリティーコンサート （1986年8月23日、日本テレビ）
- Square One TV 「Estimation」 （1988年9月20日、PBS）
- Square One TV 「Estimation」 （1988年10月25日、PBS）
- 夜のミュージックストレンジャー （1989年11月24日、テレビ神奈川）
- キラリ・熱々CLUB （1989年11月22日、TBS）
- 音楽派Together（1989年12月14日、TBS）
- ダイヤモンドアワード世界音楽祭 （1990年1月6日、日本テレビ）
- レイトショー・ナイト （1990年10月、NHK）
- SOUND GIG （1990年12月6日・1991年3月21日・1991年12月5日、テレビ東京）
- SOUND ROOF （1991年4月、日本テレビ）
- ROCK SHOW （1991年6月1日、フジテレビ）
- SOUND SUPER CITY （1992年9月15日、テレビ埼玉）

ほか

### ラジオ
- REIMY'S POP STATION （1986年10月 - 1988年3月、TBSラジオ他AM14局）[1]
- REIMYの気分はシルキー （1987年10月 - 1988年3月、文化放送）
- Dreams to Dream （1991年10月3日 - 1992年4月2日、Nack5）
- UPTOWN SQUARE （1992年4月8日 - 1993年3月、Nack5）
- BARI BARI PARADISE - REIMY RIVERSIDE COCKTAIL （1989年6月 - 1990年3月、FM802）
- WORLD BEAT STREET （1990年 - 1993年、FM802）
- LOVE OVERTIME （1993年5月3日 - 1995年3月27日、FM802）

### CM
- 日立製作所 - 「ラジカセ on TV」
- 花王 - 「エイトフォー」
- デノン（当時：日本コロムビア） - 「DENON（デンオン）カセットテープ　DX3」（1985年）